# August Heinrich Hermann von Dönhoff
August Heinrich Hermann Graf von Dönhoff (* 10. Oktober 1797 in Potsdam; † 1. April 1874 auf Schloss Friedrichstein (Ostpreußen)) war ein preußischer Diplomat.

## Leben
August von Dönhoff entstammte dem ostpreußischen Zweig der Dönhoffs. Seine Eltern waren der preußische Oberst Graf August Friedrich Philipp von Dönhoff (1763–1838) und dessen Ehefrau Gräfin Pauline von Lehndorff (1776–1813).
Dönhoff machte als Freiwilliger den Feldzug von 1815 mit, studierte 1816–1819 in Königsberg, Göttingen und Heidelberg und machte darauf eine Reise nach Italien. 1818 trat er der Alten Heidelberger Burschenschaft bei. Er begann 1821 seine diplomatische Laufbahn im Ministerium der auswärtigen Angelegenheiten in Berlin, wurde sodann bei den Gesandtschaften in Paris 1823, in Madrid 1825, in London 1828, wo er bei der Konferenz über die belgischen Angelegenheiten eine bedeutende Rolle spielte, beschäftigt und wurde 1833 Gesandter in München, 1842 Bundestagsgesandter zu Frankfurt am Main.
Im Mai 1848 trat er zurück, wurde jedoch schon Anfang September 1848 an die Spitze der auswärtigen Angelegenheiten im Ministerium Pfuel berufen, welche Stellung er aber nur kurze Zeit bekleidete.
Er wurde sodann im Februar 1849 vom zweiten Gumbinner Wahlbezirk zum Abgeordneten in die Erste Kammer gewählt und von dieser 1850 in das Staatenhaus des Erfurter Unionsparlaments entsandt.
Im Sommer 1850 abermals zum Mitglied der Ersten Kammer gewählt, schloss er sich hier der rechten Seite angehörenden, aber gemäßigteren Partei Jordan an.
1851 nahm er an dem Landtag der Provinz Preußen teil und wohnte darauf zu Berlin der Kammersession von 1851 bis 1852 bei.
Bei der Umwandlung der Ersten Kammer in das Herrenhaus wurde er vom König zum erblichen Mitglied ernannt.
1861 wurde er Obergewandkämmerer am Hof und erhielt das Großkreuz des Roten Adlerorden mit Eichenlaub. Er starb im April 1874.

## Familie
Er heiratete am 17. November 1843 in Steinort Pauline von Lehndorff (1825–1889). Sie war die Tochter des preußischen Generalleutnants Graf Karl von Lehndorff (1770–1854) Erbherr auf Steinort und dessen Ehefrau Gräfin Pauline von Schlippenbach. Der gemeinsame Sohn war August von Dönhoff (1845–1920), Mitglied des Preußischen Herrenhauses und Diplomat ⚭ 1896 Maria von Lepel (1869–1940)
Geschwister
- Emil (1800–1877), preußischer Landrat im Landkreis Königsberg i. Pr.[4][5]

⚭ 1832 Alexandrine von Issakóff (1805–1858)
⚭ 1859 Marie Gräfin Schwerin (1825–1887)
- Eugen (1803–1871), preußischer Wirklicher Geheimer Rat ⚭ 1832 Emilie von Brockhausen (1804–1833)
- Therese (1806–1885), 1830 verh. mit Botho Heinrich zu Eulenburg
- Amélie (1808–1871), Hofdame der Königin Elisabeth